# Вторая Каменка
Вторая Каменка — село в Локтевском районе Алтайского края. Административный центр Второкаменского сельсовета.

## География
Расположен на юге края, примерно в 35 км от границы с Казахстаном, на мелкосопочной равнине, у реки Каменка.
Климат резко континентальный. Средняя температура января −17,2°С, июля +20,2°С. Годовое количество атмосферных осадков 365 мм.

## История
Основано в 1895 году.
Первоначально селение называлось Огнёвка по фамилии одного из первых жителей. Улицы именовались Плетнёвка, Шемонаиха, Таврия, Неметчина, а центр села — Деревня.
В 1928 г. село Каменское состояло из 3865 хозяйств. Центр Каменского сельсовета Змеиногорского района Рубцовского округа Сибирского края.
В 1967 году построено здание школы.

## Население
| 1926 | 1997 | 1998 | 1999 | 2000 | 2001 | 2002 | 2003 | 2004 |
| ---- | ---- | ---- | ---- | ---- | ---- | ---- | ---- | ---- |
| 2258 | ↘809 | ↗830 | ↘726 | ↗737 | ↗756 | ↘751 | ↘749 | ↗757 |
| 2005 | 2006 | 2007 | 2008 | 2009 | 2010 | 2011 | 2012 | 2013 |
| ↘744 | ↗745 | ↗754 | ↘724 | ↘698 | ↗741 | ↘733 | ↘730 | ↘707 |

национальный состав
В 1928 г. основное население — украинцы.
Согласно результатам переписи 2002 года, в национальной структуре населения русские составляли 97 % от 747 жителей.

## Инфраструктура
«Второкаменская средняя общеобразовательная школа».
Администрация поселения.

## Транспорт
Посёлок доступен по дороге общего пользования межмуниципального значения «Вторая Каменка — Гилево» (идентификационный номер 01 ОП 01 ОП МЗ 01Н-2605) протяженностью 17,000 км.